# Кривоносовский сельский совет (Сумская область)
Кривоносовский сельский совет (укр. Кривоносівська сільська рада) — входит в состав
Середино-Будского района
Сумской области
Украины.
Административный центр сельского совета находится в 
с. Кривоносовка
.

## Населённые пункты совета
- с. Кривоносовка
- с. Боровичи
- с. Таборище
- с. Хильчичи